# Krunker.io
《Krunker.io》는 브라우저 기반 무료 온라인 1인칭 슈팅 게임이다. 스위스의 제작자 Sidney De Vries에 의해 제작되었다.

## 게임 플레이
Krunker.io는 1인칭 온라인 슈팅 게임이다(3인칭은 커스텀 모드에서만 가능). 다른 플레이어를 죽이고, 각 게임 모드에 해당되는, 점수를 얻는 방법을 통해 점수를 얻어 게임의 종료 시점에 점수가 가장 높은 사람이 승리한다.

## 평가
Krunker.io는 ScienceFiction.com에서 선정한 2019년 최고의 ".io" 비디오 게임으로 평가되며, "브라우저에서 FPS를 가장 잘 적응시킨 게임" 이라고 평가된다. 팬볼트의 엠마 로긴스는 Krunker.io을 "숨겨진 구석과 문제로 가득 찬" 지도와 함께, "지식적인 복합체"라고 묘사했다. 엠마 로스는 이 게임을 렌더링하기 쉬운 그래픽으로 칭찬하며 7대 온라인 1인칭 슈팅 게임 중 하나로 평가했다. '테크 뉴스 투데이'의 베스트 애슐리 애덤스는 Krunker.io을 2020년 최고의 브라우저 기반 1인칭 슈팅 게임 18개 중 하나로 평가했다.

## 같이 보기
- surviv.io